# بخش کوپلی، شهرستان کلیر واتر، مینه سوتا
بخش کوپلی (به انگلیسی: Copley Township) یک منطقهٔ مسکونی در ایالات متحده آمریکا است که در شهرستان کلیرواتر، مینه‌سوتا واقع شده‌است.
 بخش کوپلی ۸۸٫۱ کیلومتر مربع مساحت و ۸۵۹ نفر جمعیت دارد و ۴۴۸ متر بالاتر از سطح دریا واقع شده‌است.